# Taça de Portugal de 2020–21
A Taça de Portugal de 2020–21 (conhecida por Taça de Portugal Placard de 2020–21 por motivos de patrocínio) foi a 81.ª edição da Taça de Portugal. Foi disputada por 122 equipas dos 3 campeonatos nacionais, mais 43 representantes dos Campeonatos Distritais. Na final, disputada no Estádio Cidade de Coimbra, o Sporting Clube de Braga conquistou o troféu pela terceira vez.

## Formato
Esta edição da Taça de Portugal segue o mesmo formato que a anterior, sendo constituída por 7 eliminatórias e uma final. As equipas "B" não podem participar nesta competição.
Na 1.ª eliminatória participam 88 equipas do Campeonato de Portugal, assim como 43 equipas distritais. Dentro destas equipas são sorteadas 21 que ficam isentas. Na 2.ª eliminatória, juntam-se aos 55 vencedores da 1.ª eliminatória e às 21 equipas isentas, as 16 equipas da Segunda Liga. Na 3.ª eliminatória entram os clubes da Primeira Liga.
Todas as eliminatórias são disputadas numa só mão com exceção das meias-finais, que são disputadas a duas mãos, sempre com recurso a prolongamento e grandes penalidades, caso o sejam necessários para desempate. Na 2.ª eliminatória as equipas da Segunda Liga não se podem defrontar e jogam sempre na qualidade de visitante, sendo que o mesmo se aplica para as equipas da Primeira Liga, na 3.ª eliminatória. A final é disputada num estádio definido pela FPF, tradicionalmente o Estádio Nacional do Jamor, alterado mais tarde para o Estádio Cidade de Coimbra devido ao COVID-19.
| Eliminatória     | Equipas ainda em prova | Participam nesta eliminatória | Vencedores da eliminatória anterior | Novas entradas | Liga                                                    |
| ---------------- | ---------------------- | ----------------------------- | ----------------------------------- | -------------- | ------------------------------------------------------- |
| 1.ª Eliminatória | 165                    | 110                           | -                                   | 110            | Campeonato de Portugal 43 representantes dos Distritais |
| 2.ª Eliminatória | 110                    | 92                            | 55+21                               | 16             | Segunda Liga                                            |
| 3.ª Eliminatória | 64                     | 64                            | 46                                  | 18             | Primeira Liga                                           |
| 4.ª Eliminatória | 32                     | 32                            | 32                                  | -              | -                                                       |
| Oitavos-de-Final | 16                     | 16                            | 16                                  | -              | -                                                       |
| Quartos-de-Final | 8                      | 8                             | 8                                   | -              | -                                                       |
| Meias-Finais     | 4                      | 4                             | 4                                   | -              | -                                                       |
| Final            | 2                      | 2                             | 2                                   | -              | -                                                       |

## 1ª Eliminatória
| I Liga  | II Liga | CP      | Distritais | Total     |
| ------- | ------- | ------- | ---------- | --------- |
| 18 / 18 | 16 / 16 | 88 / 88 | 43 / 43    | 165 / 165 |

Isentas
As seguintes 21 equipas equipas ficaram isentas de participar na 1ª eliminatória (por sorteio):
| - Esperança de Lagos (3) - Merelinense (3) - Vitória de Setúbal (3) - Ovarense (4) - Águeda (3) - Caldas (3) | - Mortágua (3) - Fontinhas (3) - Vidago (3) - Olímpico Montijo (3) - Amora (3) | - Vilar de Perdizes (4) - Desportivo de Monção (4) - Estudantes Africanos (4) - Rebordelo (4) - Salgueiros (3) | - Idanhense (4) - União de Montemor (4) - Espinho (3) - Sesimbra (4) - Oriental Lisboa (3) |

Jogos
| 26 setembro 2020 Serie A | Amares (4) | 0–1 | (3) Vianense       | Ferreiros, Amares                                                       |  |
| 15:00                    |            |     | - Leandro Boas 90' | Estádio: Parque Desportivo Engº José Carlos Macedo Árbitro: João Afonso |  |

| 26 setembro 2020 Serie A | Berço (3)           | 1–2 | (3) Vilaverdense                   | Candoso, Guimarães                                    |  |
| 16:00                    | - Valentin Remy 34' |     | - Rafa 4' (p) - Eduardo Barros 49' | Estádio: Campo Gémeos Castro Árbitro: António Moreira |  |

| 26 setembro 2020 Serie A | Bragança (3) | 0–1 | (4) AD Limianos         | Bragança                                                       |  |
| 19:00                    |              |     | - Fábio Pimenta 45' (p) | Estádio: Estádio Municipal de Bragança Árbitro: Albano Correia |  |

| 27 setembro 2020 Serie A | Cerveira (3)                              | 2–0 | (3) Brito | Cerveira                                                          |  |
| 15:00                    | - Diogo Carrilho 40' - Hugo Costa 64' (p) |     |           | Estádio: Estádio Municipal Rafael Pedreira Árbitro: João Carvalho |  |

| 27 setembro 2020 Serie A | Águia Vimioso (3)    | 1–2 (pro.) | (3) Mirandela                   | Vimioso                                                        |  |
| 15:00                    | - Miguel Diz 64' (p) |            | - João Dias 89' - Kenedy Co 93' | Estádio: Estádio Municipal do Vimioso Árbitro: Carlos Teixeira |  |

| 27 setembro 2020 Serie A | Maria da Fonte (3) | 1–2 | (3) Montalegre                             | Póvoa de Lanhoso                                  |  |
| 15:00                    | - Luiz Sousa 5'    |     | - Vilmar Júnior 18' - Miguel Faria 54' (p) | Estádio: Campo Moinhos Novos Árbitro: Bruno Costa |  |

| 27 setembro 2020 Serie A | Caçadores das Taipas (4) | 0–3 | (3) Fafe                                                    | Caldas das Taipas                               |  |
| 15:00                    |                          |     | - José Oliveira 36' - Jorge Monteiro 66' - Paulo Araújo 72' | Estádio: Campo Montinho Árbitro: Daniel Cardoso |  |

| 26 setembro 2020 Serie B | A.D. Porto da Cruz (4) | 1–4 | (3) Camacha                                                                   | Funchal                                                 |  |
| 15:00                    | - João Silva 90'       |     | - José Teles 18' - Higor Félix 46' - António Andrade 72' - Matheus Troche 84' | Estádio: Campo Adelino Rodrigues Árbitro: Sérgio Guelho |  |

| 27 setembro 2020 Serie B | Trofense (3) | 0–0 (pro.) (7–6 pen.) | (4) Vila Meã | Trofa                                                    |  |
| 15:00                    |              |                       |              | Estádio: Estádio do C.D. Trofense Árbitro: Sérgio Soares |  |

| 27 setembro 2020 Serie B | São Martinho (3)                         | 2–0 (pro.) | (3) Pevidém | São Martinho do Campo, Santo Tirso                                          |  |
| 15:00                    | - Emmanuel Dass 94' - Tiago Valente 105' |            |             | Estádio: Campo Comendador Abílio Ferreira Oliveira Árbitro: Eduardo Ribeiro |  |

| 27 setembro 2020 Serie B | Pedras Rubras (3)                          | 2–1 (pro.) | (3) Amarante        | Telha, Pedras Rubras                                            |  |
| 15:00                    | - Tiago Silva 33' (p) - Everton Silva 108' |            | - Diogo Marques 12' | Estádio: Estádio Municipal de Pedras Rubras Árbitro: João Pinho |  |

| 27 setembro 2020 Serie B | Vila Real (3)           | 1–0 (pro.) | (3) Mondinense | Parada de Cunhos, Vila Real                                        |  |
| 15:00                    | - Abel Pereira 117' (p) |            |                | Estádio: Complexo Desportivo do Monte da Forca Árbitro: Marco Cruz |  |

| 27 setembro 2020 Serie B | Felgueiras (3) | w/o | (3) Desportivo das Aves | Felgueiras                                                            |  |
| 15:00                    |                |     |                         | Estádio: Estádio Municipal Dr. Machado Matos Árbitro: Duarte Oliveira |  |

| 7 outubro 2020 Serie B | União da Madeira (3) | 0–5 | (3) Tirsense                                                        | Funchal                          |  |
| 20:00                  |                      |     | - Pedro Garcia 10', 58', 68' - Diogo Cardoso 12' - João Martins 26' | Estádio: Cristian Ronaldo Campus |  |

| 27 setembro 2020 Serie C | São João de Ver (3) | 1–0 | (3) Lusitânia Lourosa | São João de Ver                                              |  |
| 15:00                    | - Carlos Semedo 34' |     |                       | Estádio: Estádio do S.C. São João de Ver Árbitro: João Costa |  |

| 27 setembro 2020 Serie C | Gondomar (3) | 7–0 | (4) Mêda | São Cosme, Gondomar                              |  |
| 15:00                    | - Hugo Pereira 33' - Ângelo Oliveira 48' - Thierno Niang 55', 64' - Jorge Monteiro 66' - Cláudio Silva 87', 90' |     |          | Estádio: Estádio S. Miguel Árbitro: Xavier Gomes |  |

| 27 setembro 2020 Serie C | Coimbrões (3)     | 1–2 | (3) Valadares                                     | Coimbrões, Santa Marinha                               |  |
| 15:0                     | - João Santos 55' |     | - António Tavares 6' (o.g.) - Abdoullahi Tanko 9' | Estádio: Parque Silva Matos Árbitro: Anzhony Rodrigues |  |

| 27 setembro 2020 Serie C | Paredes (3)                | 1–0 | (3) Castro Daire | Paredes                                                      |  |
| 15:00                    | - Cláudio Madureira 8' (p) |     |                  | Estádio: Cidade Desportiva de Paredes Árbitro: Marco Pereira |  |

| 27 setembro 2020 Serie C | Canelas (3)                                   | 2–0 | (4) Foz | Canelas                                                       |  |
| 15:00                    | - Francisco Sousa 21' (p) - Juan Palacios 90' |     |         | Estádio: Estádio do Canelas Gaia F.C. Árbitro: Edgar baptista |  |

| 27 setembro 2020 Serie C | St. Marta de Penaguião (4) | 2–0 | (4) Cinfães | Santa Marta de Penaguião                                                   |  |
| 15:00                    | - Luís Esteves 65', 73'    |     |             | Estádio: Estádio Municipal de Santa Marta de Penaguião Árbitro: José Bessa |  |

| 27 setembro 2020 Serie C | Câmara de Lobos (3)                      | 2–1 | (3) Leça            | Câmara de Lobos                                         |  |
| 15:00                    | - Célio Reis 1' - Dino Rodrigues 57' (p) |     | - Marcos Júnior 42' | Estádio: Estádio de Câmara de Lobos Árbitro: André Neto |  |

| 26 setembro 2020 Serie D | Beira-Mar (3)      | 1–0 | (3) Oliveira do Hospital | Aveiro                                                               |  |
| 19:00                    | - Diego Raposo 64' |     |                          | Estádio: Estádio Municipal de Aveiro Árbitro: Hélder Patrick Marques |  |

| 27 setembro 2020 Serie D | Ferreira de Aves (4) | 0–1 | (3) Sanjoanense           | Lamas de Ferreira de Aves                     |  |
| 15:00                    |                      |     | - Elder Conceição 90' (p) | Estádio: Estádio Montragão Árbitro: Rui Silva |  |

| 27 setembro 2020 Serie D | Anadia (3)                          | 2–0 (pro.) | (3) Condeixa | Anadia                                                            |  |
| 15:00                    | - Pedro Silva 97' - José Lopes 106' |            |              | Estádio: Estádio Engº Sílvio Henriques Cerveira Árbitro: Tiago Sá |  |

| 27 setembro 2020 Serie D | Calvão (4) | 0–1 | (4) Carapinheirense | Calvão                                                |  |
| 15:00                    |            |     | - Ricardo Faria 90' | Estádio: Campo Padre Baptista Árbitro: Fábio Loureiro |  |

| 27 setembro 2020 Serie D | Ançã (4)                                                            | 3–1 | (4) Tocha            | Ançã                                                      |  |
| 15:00                    | - Samuel Santos 25' - André Gonçalo 34' (p) - Bernardo Oliveira 69' |     | - Gonçalo Simões 90' | Estádio: Parque Desportivo de Ançã Árbitro: Eduardo Rocha |  |

| 27 setembro 2020 Serie D | Aguiar da Beira (4)    | 1–4 | (3) Vila Cortez                                                           | Aguiar da Beira                                                          |  |
| 15:00                    | - Nuno Moreira 62' (p) |     | - Hugo Vaz 51' - Rui Santos 54' - Rafael Santos 67' - André Jesus 88' (p) | Estádio: Estádio Municipal de Aguiar da Beira Árbitro: Fernando Ferreira |  |

| 27 setembro 2020 Serie D | Lusitano Vildemoinhos (3) | 0–0 (pro.) (6–5 pen.) | (4) Águias do Moradal | Vildemoinhos, Viseu                               |  |
| 15:00                    |                           |                       |                       | Estádio: Campo dos Trambelos Árbitro: Fábio Silva |  |

| 27 setembro 2020 Serie E | Alcains (3)                                 | 2–2 (pro.) (3–4 pen.) | (3) Vitória de Sernache               | Alcains                                               |  |
| 15:00                    | - Diogo Peteiz 2' (o.g.) - João Martins 90' |                       | - Luccas Marques 25' - Jair Silva 62' | Estádio: Campo Trigueiros Aragão Árbitro: João Mendes |  |

| 27 setembro 2020 Serie E | Tomar (3)                              | 2–3 | (4) A.D. Portomosense                            | Tomar                                                     |  |
| 15:00                    | - Cláudio Major 45' - Tiago Vieira 81' |     | - Luccas Marques 34' (p), 55' - Dany Marques 45' | Estádio: Estádio Municipal de Tomar Árbitro: André Castro |  |

| 27 setembro 2020 Serie E | Sertanense (3)          | 1–0 | (3) Benfica Castelo Branco | Sertã                                                    |  |
| 15:00                    | - Bruno Rafael 56' (og) |     |                            | Estádio: Campo Dr. Marques Santos Árbitro: Pedro Ramalho |  |

| 27 setembro 2020 Serie E | GRAP (3)                               | 2–1 | (4) Alqueidão da Serra    | Campo da Charneca    |  |
| 15:00                    | - Rafael Souza 12' - Marcos Cabral 27' |     | - Vasco Gonçalves 17' (p) | Árbitro: Luís Filipe |  |

| 27 setembro 2020 Serie E | Crato (4) | 0–4 | (3) União de Leiria                        | Gáfete, Crato                                                  |  |
| 15:00                    |           |     | - André Leal 31' - Rui Gomes 57', 65', 67' | Estádio: Estádio Municipal de Gáfete Árbitro: Renato Gonçalves |  |

| 27 setembro 2020 Serie E | Portalegrense (4) | 0–11 | (3) Marinhense | Portalegre                                                    |  |
| 15:00                    |                   |      | - Miguel Vinagre 14' - Miguel Velosa 26', 41', 61' - Jean Angulo 31' - Ricardo Canário 33' (o.g.) - Gilberto Seidi 37', 45' (p) - Cláudio Ribeiro 65' (p), 78' - João Silva 85' | Estádio: Estádio Municipal de Portalegre Árbitro: Luís Máximo |  |

| 27 setembro 2020 Serie E | Fátima (3) | 0–3 | (3) Oleiros                                                | Complexo Desportivo Ribeiro Ferreira |  |
| 15:00                    |            |     | - Rúben Silva 33' - Marcelo Moreira 45' - Marcelo Dias 71' | Árbitro: Tiago Pinto                 |  |

| 27 setembro 2020 Serie F | Pêro Pinheiro (3)    | 1–0 (pro.) | (3) Praiense | Pêro Pinheiro                                            |  |
| 15:00                    | - Cláudio Anjos 118' |            |              | Estádio: Campo Pardal Monteiro Árbitro: Gonçalo Carreira |  |

| 27 setembro 2020 Serie F | Sacavenense (3)                         | 2–0 | (3) Sintrense | Sacavém                                                          |  |
| 15:00                    | - Carlos Pinto 56' (p) - Malam Fati 65' |     |               | Estádio: Complexo Desportivo Elias Pereira Árbitro: Bruno Vieira |  |

| 27 setembro 2020 Serie F | Torreense (3)                                   | 3–0 | (3) União de Almeirim | Torres Vedras                                       |  |
| 16:00                    | - Filipe Andrade 35', 72' - Ricardo António 47' |     |                       | Estádio: Campo Manuel Marques Árbitro: João Marques |  |

| 27 setembro 2020 Serie F | Alverca (3) | w/o | (4) Guadalupe | Alverca do Ribatejo            |  |
| 15:00                    |             |     |               | Estádio: Campo do F.C. Alverca |  |

| 21 outubro 2020 Serie F | Lourinhanense (3) | 0–3 | (3) União de Santarém | Lourinhã                               |  |
| 15:00                   |                   |     |                       | Estádio: Estádio Municipal da Lourinhã |  |

| 7 outubro 2020 Serie F | Fazendense (4) | 0–2 | (3) 1.º Dezembro                           | Almeirim                               |  |
| 19:30                  |                |     | - Filipe Assunção 48' - Camilo Fragozo 90' | Estádio: Estádio Municipal de Almeirim |  |

| 7 outubro 2020 Serie F | Ericeirense (4) | 0–3 | (3) Loures                                                   | Ericeira                            |  |
| 21:00                  |                 |     | - Paulo Tavares 20' (p) - Afonso Simão 49' - José Semedo 74' | Estádio: Campo Eng. Ministro Santos |  |

| 27 setembro 2020 Serie G | Sp. Ideal (3)                                                           | 4–0 | (4) F.C. Vale Formoso | Ribeira Grande                                                    |  |
| 15:00                    | - Douglas Santos 32', 48' (p) - Igor Gomes 49' - Bernardo Fortunato 74' |     |                       | Estádio: Estádio Municipal da Ribeira Grande Árbitro: Fábio Nunes |  |

| 27 setembro 2020 Serie G | São Roque Açores (4) | 0–3 | (3) Estrela da Amadora                                    | São Roque, Ponta Delgada                                   |  |
| 15:00                    |                      |     | - Luís Mota 46' - Paollo Oliveira 70' - Filipe Gaspar 90' | Estádio: Campo de Jogos São Roque Árbitro: Hélder Carvalho |  |

| 27 setembro 2020 Serie G | CUF Barreiro (3)                       | 2–0 | (3) Rabo de Peixe | Lavradio, Barreiro                                       |  |
| 15:00                    | - Edson Castro 73' - Jackson Souza 79' |     |                   | Estádio: Estádio Alfredo Silva Árbitro: Carlos Espadinha |  |

| 27 setembro 2020 Serie G | Pinhalnovense (3)                      | 2–0 | (4) Atlético CP | Pinhal Novo                                              |  |
| 15:00                    | - Diogo Tavares 24' - Miguel Pires 33' |     |                 | Estádio: Campo de Jogos Santos Jorge Árbitro: Rui Soares |  |

| 27 setembro 2020 Serie G | Real SC (3) | w/o | (4) Lusitânia dos Açores | Massamá, Queluz                |  |
| 15:00                    |             |     |                          | Estádio: Campo nº 1 do Real SC |  |

| 27 setembro 2020 Serie G | Oriental Dragon (3) | w/o | (4) Fayal | Moita                     |  |
| 15:00                    |                     |     |           | Estádio: Juncal Desportos |  |

| 27 setembro 2020 Serie G | Barreirense (4) | w/o | (4) Madalena | Barreiro                 |  |
| 15:00                    |                 |     |              | Estádio: Campo Verderena |  |

| 27 setembro 2020 Serie H | Aljustrelense (3)  | 1–0 (pro.) | (4) Praia Milfontes | Aljustrel                                                     |  |
| 15:00                    | - Miguel Ruas 110' |            |                     | Estádio: Estádio Municipal de Aljustrel Árbitro: Sérgio Jesus |  |

| 27 setembro 2020 Serie H | Lusitano de Évora (4) | 0–0 (pro.) (3–4 pen.) | (3) Moncarapachense | Évora                                         |  |
| 15:00                    |                       |                       |                     | Estádio: Campo Estrela Árbitro: Gonçalo Nunes |  |

| 27 setembro 2020 Serie H | Olhanense (3) | 0–2 | (3) Lusitano Ginásio Clube de Évora   | Olhão                                                |  |
| 15:00                    |               |     | - Diogo Conceição 57' - Hélio Vaz 88' | Estádio: Estádio José Arcanjo Árbitro: Ricardo Diogo |  |

| 27 setembro 2020 Serie H | Vasco da Gama da Vidigueira (4) | 1–2 (pro.) | (3) Juventude de Évora                    | Vidigueira                                                      |  |
| 15:00                    | - Rafael Viana 37' (o.g.)       |            | - Rivaldo Semedo 22' - Matheus Pranke 95' | Estádio: Estádio Municipal da Vidigueira Árbitro: João Bernardo |  |

| 5 outubro 2020 Serie H | Moura (3)                           | 2–0 | (4) Culatrense | Moura                          |  |
| 15:00                  | - Lucas Ramos 7' - Lucas Santos 67' |     |                | Estádio: Estádio do Moura A.C. |  |

| 7 outubro 2020 Serie H | Ferreiras (4)                              | 2–2 (pro.) (5–4 pen.) | (3) Louletano                       | Ferreiras             |  |
| 20:45                  | - João Romeiro 50' - Edinho Junior 87' (p) |                       | - Nuno Moreira 17' - Abou Toure 32' | Estádio: Estádio Nora |  |

## 2ª Eliminatória
| I Liga  | II Liga | CP      | Distritais | Total     |
| ------- | ------- | ------- | ---------- | --------- |
| 18 / 18 | 16 / 16 | 61 / 88 | 15 / 43    | 110 / 165 |

| 9 outubro 2020 | Sertanense (3) | 0–4 | (2) Estoril                                                   | Sertã                                                           |  |
| 11:00          |                |     | - André Filho 8' - Hugo Gomes 37' - Abdul Yakubu 67', 90' (p) | Estádio: Campo do Dr. Marques dos Santos Árbitro: André Narciso |  |

| 10 outubro 2020 | Caldas (3)           | 1–1 (pro.) (4–5 pen.) | (2) Sporting da Covilhã | Caldas da Rainha                                |  |
| 14:00           | - Ricardo Damaso 35' |                       | - Jaime Simões 50'      | Estádio: Campo da Mata Árbitro: Gustavo Correia |  |

| 10 outubro 2020 | Ovarense (4)    | 1–2 (pro.) | (3) Oriental Dragon                  | Ovar                              |  |
| 15:00           | - Joãozinho 84' |            | - Martim Águas 15' - Bruno Grou 105' | Estádio: Estádio Marques da Silva |  |

| 10 outubro 2020 | União de Montemor (4) | 0–2 | (2) Feirense                   | Montemor-o-Novo             |  |
| 15:00           |                       |     | - João Tavares 26' - Feliz 66' | Estádio: Estádio 1º de Maio |  |

| 10 outubro 2020 | Vidago (4)         | 1–5 | (2) Vilafranquense                                                               | Vidago                                                   |  |
| 15:00           | - Elias Corrêa 84' |     | - Rodrigo Rodrigues 43' (p), 88', 90+3' (p) - André Dias 68' - André Claro 90+1' | Estádio: Campo João de Oliveira Árbitro: Claudio Pereira |  |

| 10 outubro 2020 | Esperança de Lagos (3) | 1–3 | (2) Penafiel                                                  | Lagos                                                                  |  |
| 16:00           | - Zé Maria 11'         |     | - Pedro Soares 25' - Gustavo Henrique 41' - Júnior Franco 90' | Estádio: Clube de Futebol Esperança de Lagos Árbitro: Ricardo Baixinho |  |

| 10 outubro 2020 | Fontinhas (3)          | 1–0 | (2) Mafra | Fontinhas                                                        |  |
| 16:00           | - Daniel Esteves 90+3' |     |           | Estádio: Estádio Municipal Praia da Vitória Árbitro: David Silva |  |

| 10 outubro 2020 | Estrela da Amadora (3)           | 2–0 | (3) Lusitano Vildemoinhos | Oeiras                                            |  |
| 18:00           | - Luis Mota 56' - Braima Jau 84' |     |                           | Estádio: Estádio Nacional Árbitro: David Salvador |  |

| 11 outubro 2020 | Juventude de Évora (3) | 1–3 | (2) Académica de Coimbra                            | Évora                                                    |  |
| 11:00           | - Xande 90+2'          |     | - Bruno Teles 57' - Leandro Sanca 77' - Etienne 86' | Estádio: Estádio Sanches de Miranda Árbitro: Flávio Lima |  |

| 11 outubro 2020 | 1º Dezembro (3) | 2–3 | (3) União de Leiria       | Sintra                                               |  |
| 15:00           | - Dezumbero 75' |     | - Massaias 89' - Galo 90' | Estádio: Campo Conde de Sucena Árbitro: Paulo Raposo |  |

| 11 outubro 2020 | Portomosense (4) | 0–3 | (3) Real                                     | Porto de Mós                                                    |  |
| 15:00           |                  |     | - Magno 56' (p) - Batalha 72' - Salvador 86' | Estádio: Parque de Jogos de Porto de Mós Árbitro: Sérgio Guelho |  |

| 11 outubro 2020 | Amora (3) | 1–0 (pro.) | (4) Ferreiras       | Amora                                                    |  |
| 15:00           |           |            | - Valdu Te 116' (p) | Estádio: Estádio da Medideira Árbitro: Anzhony Rodrigues |  |

| 11 outubro 2020 | Ançã (4)                                           | 2–2 (pro.) (3–4 pen.) | (3) Sacavense         | Ançã                                                     |  |
| 15:00           | - Hugo Parreiral 19' (p) - Pedro Gonçalves 70' (p) |                       | - Malam Fati 59', 72' | Estádio: Parque Desportivo de Ança Árbitro: Xavier Gomes |  |

| 11 outubro 2020 | Câmara de Lobos (3) | 0–2 | (2) Vizela                              | Câmara de Lobos                                            |  |
| 15:00           |                     |     | - Samu 45+2' - Fernando Cardozo 56' (p) | Estádio: Estádio de Câmara de Lobos Árbitro: Marcos Brazão |  |

| 11 outubro 2020 | Carapinheirense (3) | 0–2 | (3) Pinhalnovense                      | Montemor-o-Velho                            |  |
| 15:00           |                     |     | - Miguel Pires 69' - Celestino 90' (p) | Estádio: Campo S. Pedro Árbitro: João Pinho |  |

| 11 outubro 2020 | Cerveira (3) | 0–2 | (3) Oriental de Lisboa                | Vila Nova de Cerveira                                               |  |
| 15:00           |              |     | - Ruben Gouveia 17' - Hugo Santos 21' | Estádio: Estádio Municipal Rafael Pedreira Árbitro: Duarte Oliveira |  |

| 11 outubro 2020 | Desportivo de Monção (4)                 | 2–0 | (4) Barreirense | Monção                                             |  |
| 15:00           | - Stivan Gonçalves 17' - Jorge Ramos 45' |     |                 | Estádio: Campo Manuel Lima Árbitro: Pedro Ferreira |  |

| 11 outubro 2020 | Estudantes Africanos (4) | 0–5 | (2) Arouca                                                               | Bragança                                                         |  |
| 15:00           |                          |     | - Anthony Blondell 8', 74' - Brunão 11' - Quaresma 86' - André Silva 90' | Estádio: Parque Desportivo Sta. Apolonia Árbitro: João Gonçalves |  |

| 11 outubro 2020 | GRAP (3)             | 1–4 | (2) Cova da Piedade                            | Leiria                                         |  |
| 15:00           | - Daniel Pinto 90+9' |     | - Edinho 52', 65' - Gonçalo Maria 90+4', 90+8' | Estádio: Campo da Charneca Árbitro: João Bento |  |

| 11 outubro 2020 | Idanhense (4)                 | 0–8 | (3) Torreense | Idanha-a-Nova                                                      |  |
| 15:00           | - Fabio Pimenta 43', 110' (p) |     | - Filipe Andrade 9' - Onyekachi Silas 13' - Ricardo António 36', 69' - Inácio Marques 48' - Mamadou Traore 73' - Gustavo Freire 75', 89' | Estádio: Estádio Municipal Idanha-a-Nova Árbitro: Renato Gonçalves |  |

| 11 outubro 2020 | AD Limianos (4)               | 2–1 (pro.) | (3) Aljustrelense     | Arcos de Valdevez                                          |  |
| 15:00           | - Fabio Pimenta 43', 110' (p) |            | - Pedro Guerreiro 49' | Estádio: Estádio Municipal da Coutada Árbitro: Bruno Costa |  |

| 11 outubro 2020 | Loures (3) | 0–2 | (3) Gondomar                                  | Loures                                                   |  |
| 15:00           |            |     | - Ângelo Oliveira 22' - Thierno Niang 45' (p) | Estádio: Campo José Silva Faria Árbitro: Hélder Carvalho |  |

| 11 outubro 2020 | Lusitano de Évora (3)                 | 2–1 (pro.) | (3) Mortágua             | Vendas Novas                                                       |  |
| 15:00           | - Mauro Andrade 79' - José Lúcio 112' |            | - Rudolfo Figueiredo 82' | Estádio: Estádio Municipal de Vendas Novas Árbitro: Paulo Barradas |  |

| 11 outubro 2020 | Moncarapachense (3) | 1–2 | (3) Anadia                               | Moncarapacho                                                    |  |
| 15:00           | - João Pereira 35'  |     | - Tiago Melo 16' - Tamble Monteiro 90+5' | Estádio: Estádio Dr. António João Eusébio Árbitro: Hélder Nunes |  |

| 11 outubro 2020 | Montalegre (3)                                                 | 3–1 | (3) Vila Cortez  | Montalegre                                                         |  |
| 15:00           | - Anderson Carvalho 79' - Zacharia Ngom 112' - Rúben Neves 75' |     | - Rui Santos 78' | Estádio: Campo Dr. Diogo Alves Vaz Pereira Árbitro: Albano Correia |  |

| 11 outubro 2020 | Moura (3) | 0–2 | (3) Beira-Mar                                | Moura                                                           |  |
| 15:00           |           |     | - Marko Mitrovic 6' - Mário Mendonça 25' (p) | Estádio: Estádio do Moura Atlético Clube Árbitro: André Pereira |  |

| 11 outubro 2020 | Oleiros (3)                                                       | 3–2 | (3) Mirandela                      | Oleiros                                                         |  |
| 15:00           | - Ricardo Almeida 29' (p) - Elisson Santos 65' - Duvan Santos 82' |     | - Patrick Igwe 52' - João Dias 74' | Estádio: Estadio Municipal de Oleiros Árbitro: Gonçalo Carreira |  |

| 11 outubro 2020 | Pêro Pinheiro (3) | 0–1 | (3) Fafe            | Sintra                                               |  |
| 15:00           |                   |     | - José Oliveira 66' | Estádio: Campo Pardal Monteiro Árbitro: João Marques |  |

| 11 outubro 2020 | São João de Ver (3) | 0–0 (pro.) | (3) Marinhense        | São João de Ver                                                    |  |
| 15:00           |                     |            | - Miguel Vinagre 114' | Estádio: Estádio Sp. Clube São João de Ver Árbitro: Fábio Loureiro |  |

| 11 outubro 2020 | Sanjoanense (3) | 0–0 (pro.) (5–4 pen.) | (3) Canelas 2010 | São João da Madeira                                     |  |
| 15:00           |                 |                       |                  | Estádio: Estádio Conde Dias Garcia Árbitro: João Santos |  |

| 11 outubro 2020 | Santa Marta de Penaguião (4) | 1–5 | (2) Leixões                                                                       | Santa Marta de Penaguião                                                     |  |
| 15:00           | - António Paiva 10'          |     | - Tiago Rodrigues 33' - Francisco Silva 35' - Jota 44' - Rui Pedro 59' - Joca 63' | Estádio: Estádio Municipal de Santa Marta de Penaguião Árbitro: João Casegas |  |

| 11 outubro 2020 | São Martinho (3)    | 1–2 | (3) Paredes                           | Santo Tirso                                                            |  |
| 15:00           | - Emmanuel Dass 56' |     | - Caleb Gomina 32' - Ismael Pinto 71' | Estádio: Campo Comendador Abilio Ferreira Oliveira Árbitro: Marco Cruz |  |

| 11 outubro 2020 | Vianense (3) | 0–1 | (4) Vilar de Perdizes | Viana do Castelo                                       |  |
| 15:00           |              |     | - Agustin Guerra 46'  | Estádio: Estádio Dr. José de Matos Árbitro: André Neto |  |

| 11 outubro 2020 | Vila Real (3)                            | 2–3 | (2) Casa Pia                                        | Vila Real                                                          |  |
| 15:00           | - Carlos Mendes 21' - Ivanildo Nhaga 74' |     | - Donald Djoussé 65' - Vitó 82' - Derick Poloni 85' | Estádio: Complexo Desportivo Monte da Forca Árbitro: Carlos Macedo |  |

| 11 outubro 2020 | Sesimbra (4)      | 1–4 | (2) Oliveirense                                                          | Sesimbra                                              |  |
| 15:00           | - Nuno Borges 75' |     | - António Oliveira 17' (p) - Jorge Teixeira 19', 23' - Leandro Silva 35' | Estádio: Estádio Vila Amália Árbitro: Miguel Nogueira |  |

| 11 outubro 2020 | Espinho (3)          | 1–0 | (2) Chaves | Ovar                                                   |  |
| 15:00           | - Miguel Pereira 70' |     |            | Estádio: Estádio Marques da Silva Árbitro: Manuel Mota |  |

| 11 outubro 2020 | Trofense (3)                                                | 4–2 | (3) Águeda                                   | Trofa                                                              |  |
| 15:00           | - Keffel 62' - Adilson Silva 67', 90' - Alan Júnior 69' (p) |     | - Elias Souza 17' (p) - Bernardo Fonseca 64' | Estádio: Estádio do Clube Desportivo Trofense Árbitro: Manuel Mota |  |

| 11 outubro 2020 | Vitória de Sernache (3) | 0–2 | (3) Fabril Barreiro                | Sertã                                                       |  |
| 15:00           |                         |     | - Adjeil Neves 74' - Ivan Reis 80' | Estádio: Estádio Nuno Álvares Pereira Árbitro: José Almeida |  |

| 11 outubro 2020 | Sporting Ideal (3) | 0–0 (pro.) (3–4 pen.) | (3) Merelinense | Ribeira Grande                                                      |  |
| 16:00           |                    |                       |                 | Estádio: Estadio Municipal da Ribeira Grande Árbitro: Eduardo Rocha |  |

| 11 outubro 2020 | Alverca (3)                           | 2–1 | (3) Camacha       | Alverca                                                        |  |
| 17:00           | - Caiser Gomes 45' - Flávio Silva 87' |     | - João Barros 51' | Estádio: Campo do Futebol Clube Alverca Árbitro: João Bernardo |  |

| 21 outubro 2020 | Tirsense (3)            | 2–3 | (3) Olímpico Montijo                                | Santo Tirso                               |  |
| 15:00           | - João Martins 14', 66' |     | - Diogo Santos 3', 74' (pen.) - Patchú Monteiro 59' | Estádio: Estádio Abel Alves de Figueiredo |  |

| 28 outubro 2020 | Vilaverdense (3)         | 1–1 (pro.) (5–4 pen.) | (3) União de Santarém | Vila Verde                      |  |
| 14:30           | - Rafa Miranda 2' (pen.) |                       | - João Monteiro 88'   | Estádio: Campo Cruz do Reguengo |  |

| 28 outubro 2020 | Rebordelo (4)   | 1–3 | (2) Varzim                                                      | Amarante                                               |  |
| 15:00           | - Aroldinho 50' |     | - Clemente 33' (o.g.) - Christian Irobiso 77' - Sodiq Fatai 90' | Estádio: Campo de Jogos de Rebordelo Árbitro: Rui Lima |  |

| 28 outubro 2020 | Felgueiras 1932 (3)                | 2–1 | (3) Valadares          | Felgueiras                            |  |
| 15:00           | - Clayton 52' - Theo Fonseca 90+4' |     | - Abdoullahi Tanko 74' | Estádio: Estádio Dr. Machado de Matos |  |

| 28 outubro 2020 | Vitória de Setúbal (3) | 0–1 | (2) Académico de Viseu | Setúbal                    |  |
| 18:00           |                        |     | - Paul Ayongo 5'       | Estádio: Estádio do Bonfim |  |

| 11 novembro 2020 | Pedras Rubras (3)               | 2–3 | (3) Salgueiros                                               | Pedras Rubras                               |  |
| 15:00            | - Tiago Silva 70' - Everton 79' |     | - Yannick Semedo 23' - Kevin Serge 30' - Miguel Baptista 52' | Estádio: Estádio Municipal de Pedras Rubras |  |

## 3ª Eliminatória
| I Liga  | II Liga | CP      | Distritais | Total    |
| ------- | ------- | ------- | ---------- | -------- |
| 18 / 18 | 14 / 16 | 29 / 88 | 3 / 43     | 64 / 165 |

| 20 novembro 2020 | Oleiros (3) | 0–0 (pro.) (2–4 pen.) | (1) Gil Vicente | Oleiros                                                   |  |
| 14:30            |             |                       |                 | Estádio: Estadio Municipal de Oleiros Árbitro: Hugo Silva |  |

| 20 novembro 2020 | Feirense (2) | 0–1 | (3) Amora  | Santa Maria da Feira                                      |  |
| 17:30            |              |     | - Joca 24' | Estádio: Estádio Marcolino de Castro Árbitro: David Silva |  |

| 20 novembro 2020 | União de Leiria (3) | 1–0 | (1) Portimonense | Leiria                                                       |  |
| 21:00            |                     |     |                  | Estádio: Estádio Dr. Magalhães Pessoa Árbitro: Tiago Martins |  |

| 21 novembro 2020 | Oriental Dragon (3) | 0–0 (pro.) (3–4 pen.) | (2) Leixões | Moita                         |  |
| 11:00            |                     |                       |             | Estádio: Juncal dos Desportos |  |

| 21 novembro 2020 | Oriental de Lisboa (3) | 0–3 | (1) Famalicão | Lisbon                                    |  |
| 11:15            |                        |     |               | Estádio: Estádio Engenheiro Carlos Salema |  |

| 21 novembro 2020 | Montalegre (3) | 2–3 | (2) Académico de Viseu | Montalegre                                   |  |
| 14:00            |                |     |                        | Estádio: Estádio Dr. Diogo Alves Vaz Pereira |  |

| 21 novembro 2020 | Fabril Barreiro (3) | 0–2 | (1) Porto                     | Barreiro                                                          |  |
| 14:30            |                     |     | - Martínez 45+1' - Taremi 51' | Estádio: Complexo Desportivo Alfredo da Silva Árbitro: João Bento |  |

| 21 novembro 2020 | Marinhense (3) | 1–1 (pro.) (3–5 pen.) | (2) Cova da Piedade | Marinha Grande                               |  |
| 15:00            |                |                       |                     | Estádio: Estádio Municipal da Marinha Grande |  |

| 21 novembro 2020 | Arouca (2) | 0–0 (pro.) (6–7 pen.) | (1) Vitória de Guimarães | Arouca                               |  |
| 16:30            |            |                       |                          | Estádio: Estádio Municipal de Arouca |  |

| 21 novembro 2020 | Trofense (3)             | 1–2 | (1) Braga                 | Trofa                                                             |  |
| 19:30            | - Alan Júnior 50' (pen.) |     | - Ruiz 44' - Galeno 90+3' | Estádio: Estádio do Clube Desportivo Trofense Árbitro: Fabio Melo |  |

| 21 novembro 2020 | Paredes (3) | 0–1 | (1) Benfica   | Paredes                                                                  |  |
| 21:15            |             |     | - Samaris 25' | Estádio: Estádio da Cidade Desportiva de Paredes Árbitro: Vitor Ferreira |  |

| 22 novembro 2020 | Anadia (3) | 2–1 | (3) Pinhalnovense | Anadia                                                    |  |
| 11:00            |            |     |                   | Estádio: Estádio Municipal Engº Sílvio Henriques Cerveira |  |

| 22 novembro 2020 | Fafe (3) | 5–1 | (4) Vilar de Perdizes | Fafe                                            |  |
| 11:00            |          |     |                       | Estádio: Parque Municipal dos Desportos de Fafe |  |

| 22 novembro 2020 | Felgueiras 1932 (3) | 0–1 | (1) Tondela | Felgueiras                            |  |
| 11:00            |                     |     |             | Estádio: Estádio Dr. Machado de Matos |  |

| 22 novembro 2020 | AD Limianos (4) | 1–2 | (3) Fontinhas | Ponte de Lima              |  |
| 11:00            |                 |     |               | Estádio: Campo do Cruzeiro |  |

| 22 novembro 2020 | Espinho (3) | 2–1 | (3) Gondomar | Espinho                                   |  |
| 11:00            |             |     |              | Estádio: Estádio Comendador Manuel Violas |  |

| 22 novembro 2020 | Torreense (3) | 2–0 | (3) Alverca | Torres Vedras                   |  |
| 11:00            |               |     |             | Estádio: Estádio Manuel Marques |  |

| 22 novembro 2020 | Vilaverdense (3) | 2–3 | (3) Olímpico Montijo | Vila Verde                      |  |
| 11:00            |                  |     |                      | Estádio: Campo Cruz do Reguengo |  |

| 22 novembro 2020 | Beira-Mar (3) | 1–3 | (1) Santa Clara | Aveiro                               |  |
| 14:30            |               |     |                 | Estádio: Estádio Municipal de Aveiro |  |

| 22 novembro 2020 | Monção (4) | 1–2 | (1) Rio Ave | Monção                     |  |
| 14:30            |            |     |             | Estádio: Campo Manuel Lima |  |

| 22 novembro 2020 | Merelinense (3) | 0–1 | (1) Moreirense | Braga                               |  |
| 14:30            |                 |     |                | Estádio: Estádio João Soares Vieira |  |

| 22 novembro 2020 | Oliveirense (2) | 0–4 | (1) Paços de Ferreira | Oliveira de Azeméis            |  |
| 17:15            |                 |     |                       | Estádio: Estádio Carlos Osório |  |

| 22 novembro 2020 | Vizela (2) | 0–1 (pro.) | (1) Boavista | Vizela                                      |  |
| 20:00            |            |            |              | Estádio: Estádio do Futebol Clube de Vizela |  |

| 23 novembro 2020 | Salgueiros (3) | 2–1 | (2) Sp. Covilhã | Porto                                    |  |
| 11:00            |                |     |                 | Estádio: Complexo Desportivo de Campanhã |  |

| 23 novembro 2020 | Penafiel (2) | 2–3 (pro.) | (1) Marítimo | Penafiel                               |  |
| 14:00            |              |            |              | Estádio: Estádio Municipal 25 de Abril |  |

| 23 novembro 2020 | Real (3) | 0–2 | (1) Belenenses SAD | Queluz                               |  |
| 16:45            |          |     |                    | Estádio: Estádio do Real Sport Clube |  |

| 23 novembro 2020 | Académica (2) | 1–0 | (2) Varzim | Coimbra                            |  |
| 19:30            |               |     |            | Estádio: Estádio Cidade de Coimbra |  |

| 23 novembro 2020 | Sacavenense (3) | 1–7 | (1) Sporting CP                                                                     | Oeiras                    |  |
| 21:15            | - Iaquinta 53'  |     | - Santos 3' - Coates 26', 47' - Cabral 32' (pen.) - Marques 86', 90' - Inácio 90+2' | Estádio: Estádio Nacional |  |

| 25 novembro 2020 | Casa Pia (2) | 2–3 | (1) Nacional | Lisbon                        |  |
| 15:00            |              |     |              | Estádio: Estádio Pina Manique |  |

| 3 dezembro 2020 | Estrela da Amadora (3) | 2–0 | (1) Farense | Amadora                     |  |
| 14:30           |                        |     |             | Estádio: Estádio José Gomes |  |

| 9 dezembro 2020 | Estoril (2) | 5–0 | (3) Lusitano de Évora | Estoril                                  |  |
| 15:00           |             |     |                       | Estádio: Estádio António Coimbra da Mota |  |

| 9 dezembro 2020 | Vilafranquense (2) | 2–1 | (3) Sanjoanense | Vila Franca de Xira         |  |
| 18:00           |                    |     |                 | Estádio: Campo do Cevadeiro |  |

## 4ª Eliminatória
| I Liga  | II Liga | CP      | Distritais | Total    |
| ------- | ------- | ------- | ---------- | -------- |
| 16 / 18 | 6 / 16  | 10 / 88 | 0 / 43     | 32 / 165 |

| 11 dezembro 2020 | Académico de Viseu (2) | 3–0 | (2) Académica | Viseu                       |  |
| 14:00            |                        |     |               | Estádio: Estádio do Fontelo |  |

| 11 dezembro 2020 | Sporting CP (1)                         | 3–0 | (1) Paços de Ferreira | Lisbon                                                |  |
| 21:15            | - Tomás 26' - Tabata 44' - Palhinha 64' |     |                       | Estádio: Estádio José Alvalade Árbitro: João Pinheiro |  |

| 12 dezembro 2020 | Fontinhas (3) | 1–1 (pro.) (3–4 pen.) | (3) Fafe | Fontinhas                                    |  |
| 11:00            |               |                       |          | Estádio: Campo Municipal Dr. Durval Monteiro |  |

| 12 dezembro 2020 | Rio Ave (1) | 2–1 | (1) Famalicão | Vila do Conde              |  |
| 15:00            |             |     |               | Estádio: Estádio dos Arcos |  |

| 12 dezembro 2020 | Estoril (2) | 2–1 | (1) Boavista | Estoril                                  |  |
| 21:00            |             |     |              | Estádio: Estádio António Coimbra da Mota |  |

| 13 dezembro 2020 | Cova da Piedade (2) | 2–3 (pro.) | (1) Moreirense | Cova da Piedade                                |  |
| 11:00            |                     |            |                | Estádio: Estádio Municipal José Martins Vieira |  |

| 13 dezembro 2020 | Vitória de Guimarães (1) | 0–1 | (1) Santa Clara | Guimarães                            |  |
| 15:00            |                          |     |                 | Estádio: Estádio D. Afonso Henriques |  |

| 13 dezembro 2020 | Porto (1)                | 2–1 | (1) Tondela  | Porto                                               |  |
| 18:30            | - Taremi 4' - Marega 24' |     | - Mendes 20' | Estádio: Estádio do Dragão Árbitro: Fabio Verissimo |  |

| 13 dezembro 2020 | Benfica (1)                                                 | 5–0 | (2) Vilafranquense | Lisbon                                         |  |
| 20:30            | - Ramos 11' - Pizzi 14' - Seferovic 15', 42' - Pedrinho 56' |     |                    | Estádio: Estádio da Luz Árbitro: Andre Narciso |  |

| 14 dezembro 2020 | Torreense (3) | 1–0 | (3) Amora | Torres Vedras                   |  |
| 11:00            |               |     |           | Estádio: Estádio Manuel Marques |  |

| 14 dezembro 2020 | Anadia (3) | 0–1 | (3) Estrela da Amadora | Anadia                                          |  |
| 14:00            |            |     |                        | Estádio: Estádio Engº Sílvio Henriques Cerveira |  |

| 14 dezembro 2020 | Olímpico Montijo (3) | 0–7 | (1) Braga                                                                                           | Oeiras                                             |  |
| 20:15            |                      |     | - Ruiz 28' - Paulinho 30' - Horta 73' - Novais 77' (pen.) - Tormena 86' - Galeno 87' - Medeiros 90' | Estádio: Estádio Nacional Árbitro: Gustavo Correia |  |

| 23 dezembro 2020 | Marítimo (1) | 2–1 | (3) Salgueiros | Funchal                      |  |
| 11:00            |              |     |                | Estádio: Estádio do Marítimo |  |

| 23 dezembro 2020 | União de Leiria (3) | 0–3 | (1) Gil Vicente | Leiria                                |  |
| 16:00            |                     |     |                 | Estádio: Estádio Dr. Magalhães Pessoa |  |

| 23 dezembro 2020 | Belenenses SAD (1) | 3–0 (pro.) | (3) Espinho | Oeiras                    |  |
| 19:00            |                    |            |             | Estádio: Estádio Nacional |  |

| 23 dezembro 2020 | Nacional (1) | 3–1 | (2) Leixões | Funchal                     |  |
| 20:00            |              |     |             | Estádio: Estádio da Madeira |  |

## Oitavos-de-Final
| I Liga  | II Liga | CP     | Distritais | Total    |
| ------- | ------- | ------ | ---------- | -------- |
| 11 / 18 | 2 / 16  | 3 / 88 | 0 / 43     | 16 / 165 |

| 11 janeiro 2021 | Marítimo (1)              | 2–0 | (1) Sporting CP | Funchal                                               |  |
| 21:15           | - Pinho 68' - Andrade 79' |     |                 | Estádio: Estádio do Marítimo Árbitro: Manuel Oliveira |  |

| 12 janeiro 2021 | Rio Ave (1) | 1–2 | (2) Estoril              | Vila do Conde                                         |  |
| 14:00           | - Dala 65'  |     | - Aziz 14' - Vidigal 31' | Estádio: Estádio dos Arcos Árbitro: Artur Soares Dias |  |

| 12 janeiro 2021 | Moreirense (1) | 1–2 | (1) Santa Clara            | Moreira de Cónegos                                                                |  |
| 17:00           | - Silva 51'    |     | - Ukra 36' - Moghanlou 87' | Estádio: Parque de Jogos Comendador Joaquim de Almeida Freitas Árbitro: Rui Costa |  |

| 12 janeiro 2021 | Nacional (1)               | 2–4 (pro.) | (1) Porto                                                | Funchal                                            |  |
| 18:00           | - Róchez 25' - Riascos 62' |            | - Díaz 22' - Evanilson 89' - Oliveira 102' - Taremi 115' | Estádio: Estádio da Madeira Árbitro: António Nobre |  |

| 12 janeiro 2021 | Estrela da Amadora (3) | 0–4 | (1) Benfica                                            | Amadora                                         |  |
| 21:15           |                        |     | - Chiquinho 42', 63' - Seferovic 51' - Waldschmidt 66' | Estádio: Estádio José Gomes Árbitro: Joao Bento |  |

| 13 janeiro 2021 | Braga (1)                                                          | 5–0 | (3) Torreense | Braga                                                        |  |
| 15:30           | - Rolando 24' - Ruiz 28', 61' - Esgaio 52' - Oliveira 90+3' (pen.) |     |               | Estádio: Estádio Municipal de Braga Árbitro: Agostinho Silva |  |

| 14 janeiro 2021 | Fafe (3)                            | 2–3 (pro.) | (1) Belenenses SAD                                 | Fafe                                                                    |  |
| 14:00           | - Nogueira 19' - Neves 45+5' (pen.) |            | - Cardoso 88' (pen.), 90+7' (pen.) - Teixeira 120' | Estádio: Parque Municipal dos Desportos de Fafe Árbitro: Iancu Vasilica |  |

| 14 janeiro 2021 | Gil Vicente (1)                      | 3–2 (pro.) | (2) Académico de Viseu    | Barcelos                                                   |  |
| 20:30           | - Abbas 28' - Talocha 80' - Lino 96' |            | - Mesquita 14' - Paná 76' | Estádio: Estádio Cidade de Barcelos Árbitro: Tiago Martins |  |

## Quartos-de-Final
| I Liga | II Liga | CP     | Distritais | Total   |
| ------ | ------- | ------ | ---------- | ------- |
| 7 / 18 | 1 / 16  | 0 / 88 | 0 / 43     | 8 / 165 |

| 27 janeiro 2021 | Marítimo (1) | 1–3 (pro.) | (2) Estoril                                         | Funchal                                               |  |
| 20:15           | - Joel 30'   |            | - Gamboa 90+10' (pen.) - Lazare 97' - Harramiz 109' | Estádio: Estádio do Marítimo Árbitro: Hélder Malheiro |  |

| 28 janeiro 2021 | Benfica (1)                         | 3–0 | (1) Belenenses SAD | Lisbon                                         |  |
| 21:15           | - Núñez 32' - Silva 37' - Cervi 72' |     |                    | Estádio: Estádio da Luz Árbitro: João Pinheiro |  |

| 29 janeiro 2021 | Braga (1)              | 2–1 | (1) Santa Clara | Braga                                                     |  |
| 19:45           | - Horta 25' - Ruiz 43' |     | - Crysan 90+6'  | Estádio: Estádio Municipal de Braga Árbitro: Nuno Almeida |  |

| 29 janeiro 2021 | Gil Vicente (1) | 0–2 | (1) Porto                 | Barcelos                                               |  |
| 20:45           |                 |     | - Corona 10' - Taremi 88' | Estádio: Estádio Cidade de Barcelos Árbitro: Rui Costa |  |

## Meias-Finais
| I Liga | II Liga | CP     | Distritais | Total   |
| ------ | ------- | ------ | ---------- | ------- |
| 3 / 18 | 1 / 16  | 0 / 88 | 0 / 43     | 4 / 165 |

| 10 fevereiro de 2021 | Braga (1)           | 1–1 | (1) Porto   | Estádio Municipal de Braga, Braga |
| 20:15                | - Fransérgio 90+12' |     | - Taremi 9' | Árbitro: Luís Godinho             |

| 3 março de 2021 | Porto (1)                 | 2–3 | (1) Braga                   | Estádio do Dragão, Porto   |
| 21:00           | - Otávio 30' - Marega 75' |     | - Ruiz 9', 14' - Piazon 28' | Árbitro: Artur Soares Dias |

Braga venceu 4–3 no conjunto das duas mãos.
| 11 fevereiro de 2021 | Estoril (2)   | 1–3 | (1) Benfica                      | Estádio António Coimbra da Mota, Estoril |
| 20:15                | - Vidigal 24' |     | - Núñez 45', 78' - Seferovic 69' | Árbitro: António Nobre                   |

| 4 março de 2021 | Benfica (1)                   | 2–0 | (2) Estoril | Estádio da Luz, Lisboa   |
| 21:00           | - Ramos 43' - Waldschmidt 90' |     |             | Árbitro: Hélder Malheiro |

Benfica venceu 5–1 no conjunto das duas mãos.

## Final
| 23 Maio 2021 | Braga                         | 2–0 | Benfica | Estádio Cidade de Coimbra |
| 20:30        | - Piazon 45+3' - R. Horta 85' |     |         | Público: 0                |

| Braga | Benfica |

|                  |    |                    |       |     |
|                  |    |                    |       |     |
| GK               | 1  | Matheus            |       |     |
| RB               | 47 | Ricardo Esgaio (c) | 35'   |     |
| CB               | 3  | Vítor Tormena      |       |     |
| CB               | 34 | Raul Silva         |       |     |
| LB               | 5  | Nuno Sequeira      |       |     |
| RW               | 21 | Ricardo Horta      |       |     |
| CM               | 8  | Al-Musrati         | 66'   | 75' |
| CM               | 88 | André Castro       |       | 70' |
| LW               | 90 | Galeno             |       |     |
| CF               | 9  | Abel Ruiz          |       | 87' |
| CF               | 11 | Lucas Piazon       | 90+4' |     |
| Suplentes:       |    |                    |       |     |
| GK               | 12 | Tiago Sá           |       |     |
| DF               | 26 | Cristian Borja     |       |     |
| DF               | 86 | Bruno Rodrigues    |       |     |
| MF               | 7  | João Novais        | 82'   | 70' |
| MF               | 15 | André Horta        |       | 75' |
| FW               | 18 | Rui Fonte          |       |     |
| FW               | 19 | Andraž Šporar      |       | 87' |
| Treinador:       |    |                    |       |     |
| Carlos Carvalhal |    |                    |       |     |

|             |    |                      |       |     |
|             |    |                      |       |     |
| GK          | 77 | Helton Leite         | 16'   |     |
| RB          | 5  | Jan Vertonghen       |       |     |
| CB          | 30 | Nicolás Otamendi     | 89'   |     |
| LB          | 91 | Morato               |       | 81' |
| RM          | 17 | Diogo Gonçalves      |       | 57' |
| CM          | 28 | Julian Weigl         |       |     |
| CM          | 49 | Adel Taarabt         | 90+3' |     |
| LM          | 3  | Álex Grimaldo        | 90+4' |     |
| RW          | 21 | Pizzi (c)            |       | 21' |
| CF          | 14 | Haris Seferovic      |       | 57' |
| LW          | 7  | Everton              |       | 57' |
| Suplentes:  |    |                      |       |     |
| GK          | 99 | Odysseas Vlachodimos |       | 21' |
| DF          | 33 | Jardel               |       |     |
| DF          | 71 | Nuno Tavares         | 88'   | 57' |
| MF          | 8  | Gabriel              |       |     |
| MF          | 19 | Chiquinho            |       | 81' |
| MF          | 27 | Rafa Silva           | 85'   | 57' |
| FW          | 9  | Darwin Núñez         |       | 57' |
| Treinador:  |    |                      |       |     |
| Jorge Jesus |    |                      |       |     |

| Homem do jogo: Galeno (Braga) Prémio Fair Play: Ricardo Horta (Braga) Árbitros: André Campos Pedro Felisberto 4º árbitro: Rui Costa VAR: João Pinheiro Assistentes VAR: Tiago Martins João Bessa Silva | Regras do jogo - 90 minutos - 30 minutos de prolongamento se necessário - desempate por grandes penalidades se jogo persistir empatado - Sete suplentes - Máximo de 5 substituições, sendo permitida uma sexta substituição no prolongamento |

Notas
1. ↑  O jogo foi disputado à porta fechada devido à pandemia de COVID-19 em Portugal, apesar da final da Liga dos Campeões disputada dias antes na cidade do Porto ter contado com milhares de adeptos ingleses na bancada.[2]
2. ↑  Cada equipa teve 3 momentos para efectuar substituições, com um quarto momento no prolongamento, excluindo substituições feita ao intervalo, antes do prolongamento ou no intervalo do prolongamento.

## Campeão
| Taça de Portugal 2020–21 |
| ------------------------ |
| SC Braga (3.º Título)    |